# روی‌یر (ماساچوست)
رِوی‌یِر(به انگلیسی: Revere) شهری در شهرستان سافولک ایالت ماساچوست می‌باشد که در سال ۱۸۴۶ بنیان‌گذاری شده‌است. این شهر در سرشماری سال ۲۰۱۰ میلادی، ۵۱٬۷۵۵ نفر جمعیت داشته‌است.

## نگارخانه

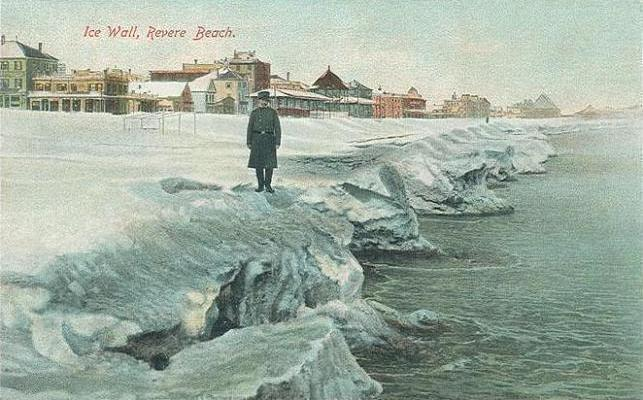
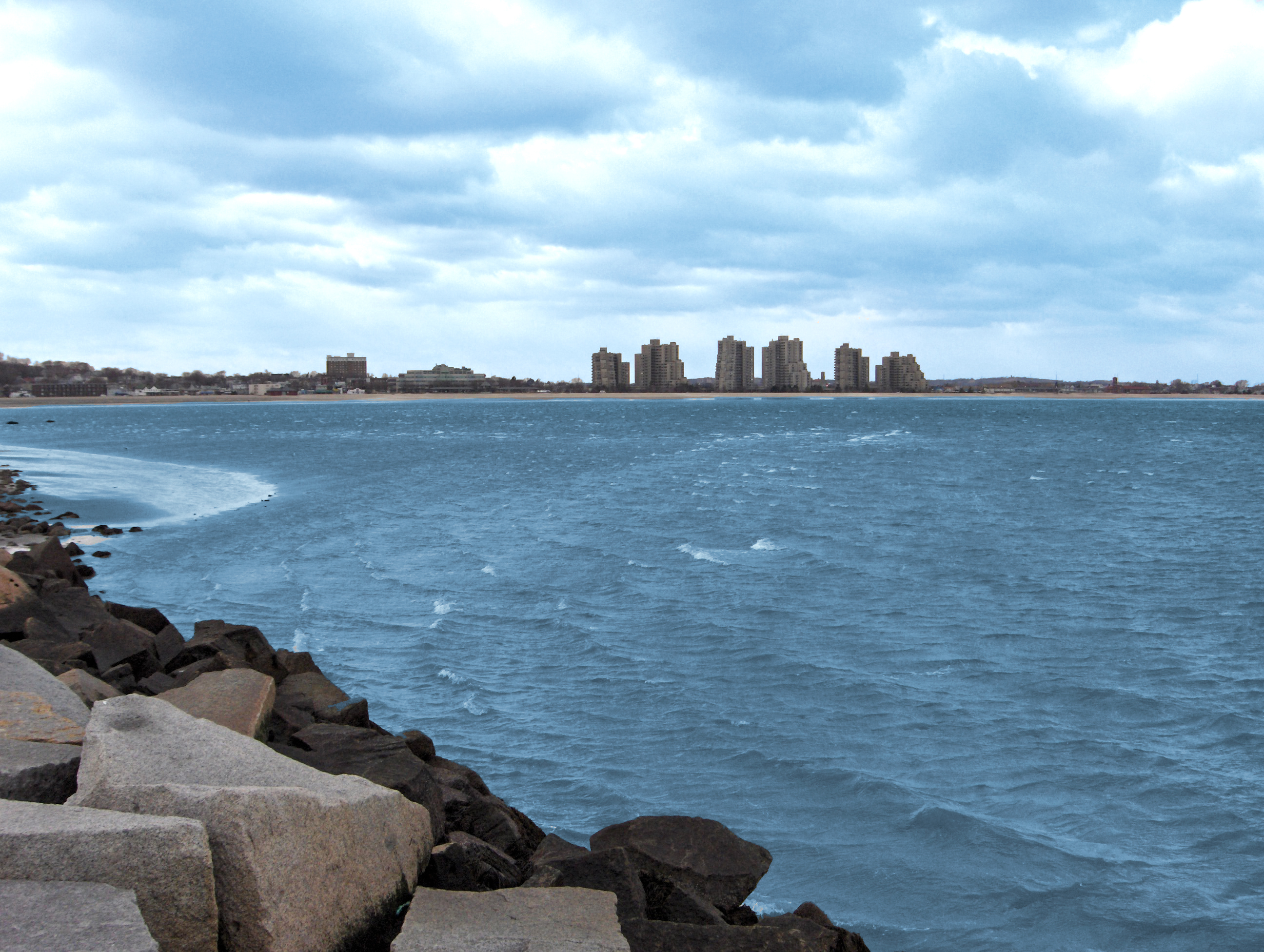